# Andrew Slack
Pas d'image ? Cliquez ici

a Compétitions nationales et continentales officielles uniquement.

b Matchs officiels uniquement.
Dernière mise à jour le 16 septembre 2022.
 Andrew Gerard Slack, né le 24 septembre 1955 à Brisbane, est un joueur de rugby à XV australien, qui jouait avec l'équipe d'Australie au poste de trois-quarts centre. Il a également été entraîneur des Queensland Reds jusqu'à sa démission en 2003.

## Carrière

### En club
- Queensland

Il possède le record de matchs joués avec la sélection du Queensland (133).

### En équipe nationale
Il a effectué son premier test match le 11 juin 1978 contre l'équipe de Galles et son dernier test match fut contre cette même équipe le 18 juin 1987, lors de la petite finale (perdue) de la Coupe du monde de rugby 1987.
Slack a été 19 fois capitaine de l'équipe d'Australie.

## Palmarès

### En club
- 133 matchs avec les Queensland Reds

### En équipe nationale
- Nombre de matchs avec l'Australie : 39

4 en 1978, 3 en 1979, 1 en 1980, 3 en 1981, 3 en 1982, 5 en 1983, 8 en 1984, 5 en 1986, 7 en 1987